# Isaac L. Varian

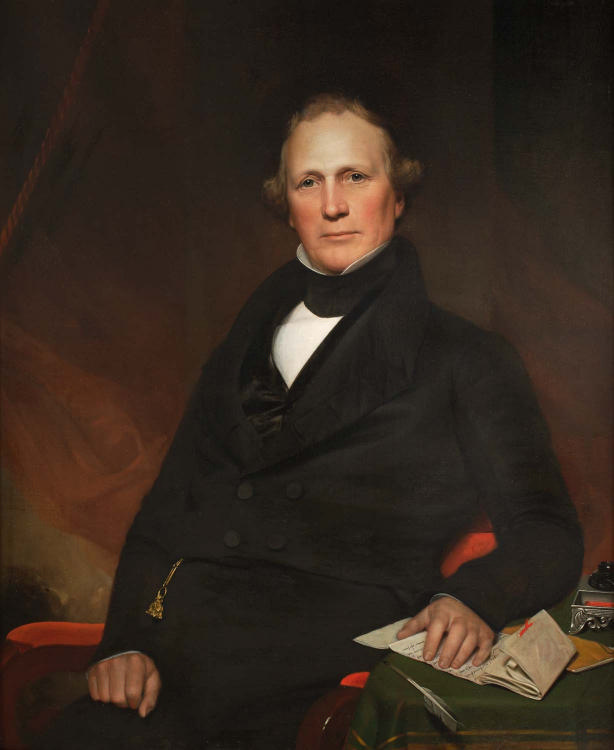
Isaac L. Varian.
Porträt von Edward Ludlow Mooney, 1842, Öl auf Leinwand, New York City Hall Portrait Collection.

Isaac Leggett Varian (* 25. Juni 1793 in New York City; † 10. August 1864 in Peekskill, New York) war ein US-amerikanischer Politiker. Zwischen 1839 und 1841 war er Bürgermeister der Stadt New York.

## Werdegang
Über die Jugend und Schulausbildung von Isaac Varian ist nichts überliefert. Auch über seinen Werdegang jenseits der Politik gibt es in den Quellen keine Angaben. Er schloss sich früh der 1828 gegründeten Demokratischen Partei an. Zwischen 1831 und 1833 saß er in der New York State Assembly; von 1842 bis 1845 gehörte er dem Staatssenat an. Er war Mitglied der Gesellschaft von Tammany Hall, die er von 1835 bis 1842 leitete. Das war in einer für die Demokraten in der Stadt New York schwierigen Phase. Die lokale Partei war damals in zwei Fraktionen gespalten. Anfang der 1840er Jahre gelang es dann, den Bruch wieder zu reparieren.
1838 kandidierte Varian gegen den Amtsinhaber Aaron Clark für das Amt des Bürgermeisters. Dabei wurde er knapp geschlagen. Allerdings wurde Clark und dessen Whig Party Wahlbetrug vorgeworfen. Im Jahr 1839 wurde Varian dann doch und wieder gegen Aaron Clark zum Bürgermeister von New York gewählt. Dieses Amt bekleidete er nach einer Wiederwahl zwischen 1839 und 1841. Das Stadtgebiet von New York erstreckte sich bis 1898 im Wesentlichen auf den heutigen Stadtteil Manhattan. Varians erste Wahl zum Bürgermeister im Jahr 1839 war von beiderseitigem Wahlbetrug überschattet. Dieser war vor allem dadurch möglich, weil es keine Wählerverzeichnisse für diese erst seit 1834 öffentlich ausgetragenen Wahlen gab. Als Resultat dieser Vorgänge wurden in Varians erster Amtszeit solche Wählerverzeichnisse eingeführt und vorgeschrieben. Dadurch wurde zukünftiger Betrug erheblich erschwert.
Isaac Varian starb am 10. August 1864 in Peekskill. Mit seiner Frau Catharine Hopper Dusenbury (1789–1870) hatte er neun Kinder, von denen sieben das Erwachsenenalter erreichten.